# Cà Giannino
Cà Giannino là một ngôi làng nhỏ (curazia) của San Marino. Nó thuộc về đô thị Domagnano.